# خطاب دونالد ترمب

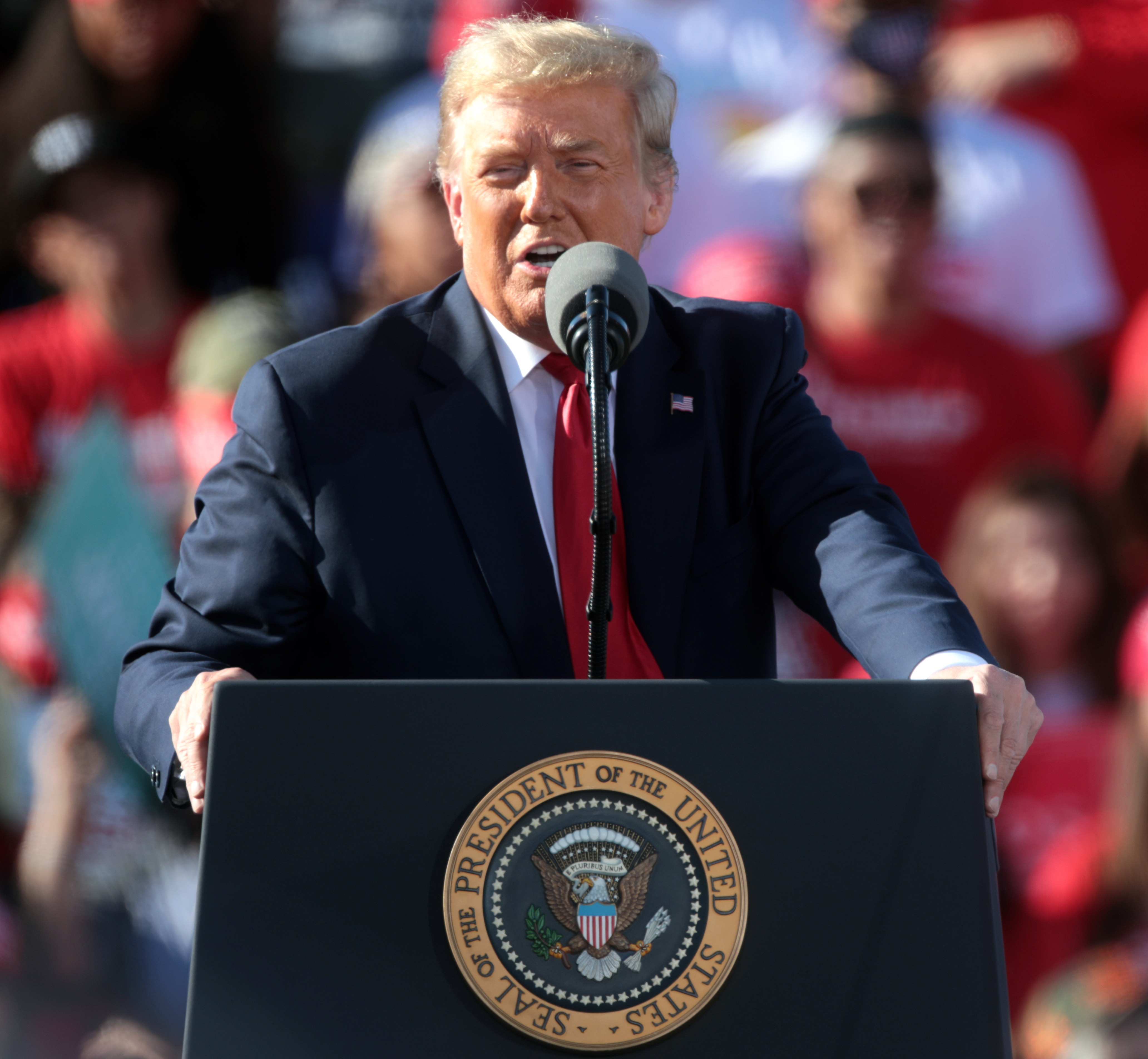
ترمب يتحدث في أحد تجمعاته الانتخابية في أريزونا، أكتوبر 2020

يُعرف خطاب دونالد ترمب، الرئيس الخامس والأربعون للولايات المتحدة والرئيس المنتخب في انتخابات 2024، على نطاق واسع بأسلوبه الشعبوي والقومي والاستفزازي الفريد، والذي كان موضوعًا لتحليلات مكثفة من قبل اللغويين وعلماء السياسة وخبراء الاتصال. وإذ يشتهر بنهجه المباشر وغير الخاضع للرقابة، يؤكد خطابه على موضوعات الأزمة والانقسام والولاء، وغالبًا ما يقدم نفسه على أنه دخيل يحارب ضد المؤسسة السياسية الفاسدة. وتتمثل النقطة المركزية في استراتيجيته التواصلية في استخدام النداءات العاطفية التي يتردد صداها مع شعور الناخبين بعدم الأمان، وتقديم وعود باستعادة "عظمة" الأمة في الماضي، واستخدام لغة بسيطة ومتكررة تعمل على تضخيم رسالته لدى جماهير واسعة.
غالبًا ما يُؤطر خطاب ترمب القضايا المعقدة بمصطلحات ثنائية، مستخدمًا عبارات مطلقة مثل "دائمًا" و"أبدًا" للتعبير عن مواقف لا هوادة فيها. تُنتج هذه الإستراتيجية نظرة عالمية مستقطبة، مشجعة الجماهير على رؤية الخصوم السياسيين والتهديدات الخارجية كأخطار وجودية على الأمة. يتميز أسلوبه الخطابي كذلك بكمية كبيرة من الأباطيل، مستفيدًا أحيانًا مما يصفه المحللون بأنه أسلوب "نافورة الأباطيل" الدعائي. يمكن لهذا النهج في نشر المعلومات - الذي يتميز بالكم الهائل والسرعة - أن يطغى على آليات التحقق من الحقائق وأن يزيد من ترسيخ رواياته بين مؤيديه.
طوال مسيرته السياسية، لوحظ استخدام ترمب للغة تحريضية، بما في ذلك مصطلحات تنزع الصفة الإنسانية واستعارات عنيفة، خاصة عند مناقشة الهجرة والجريمة والخصوم السياسيين. وقد ربط بعض الباحثين خطابه بزيادة في العداء السياسي بل وحتى العنف، حيث أنه غالبًا ما يتميز بتهديدات مباشرة أو ضمنية ضد الأعداء المتصورين. بالإضافة إلى ذلك، غالبًا ما تستند خطاباته إلى الموضوعات الشعبوية، وإلقاء اللوم على مجموعات أو أفراد معينين فيما يتعلق بالمشاكل المجتمعية، وهو ما يجادل الباحثون بأنه ساهم في خلق جو من عدم الثقة والانقسام داخل الولايات المتحدة.
يجادل النقاد بأن أسلوب ترمب في التواصل يستعير من كتيبات الاستبداد، مستشهدين باستخدامه لكبش الفداء، والمناشدات للقومية، والهجمات الخطابية على وسائل الإعلام. بينما يرى المؤيدون خطابه على أنه خروج منعش عن الصوابية السياسية وسياسات المؤسسة، يرى المنتقدون أنه يقوض الأعراف الديمقراطية ويغذي الانقسام. يبقى هذا الخطاب عنصرًا محددًا لتأثير ترمب على السياسة الأمريكية، حيث كانت حملته الثالثة على التوالي في عام 2024 ناجحة في نهاية المطاف.

## ملخص
يستند خطاب ترمب إلى أسلوب سياسي شعبوي يقترح حلولًا قومية للمشاكل السياسية والاقتصادية والاجتماعية. ويستخدم تأطيرًا مطلقًا وروايات تهديد تتميز برفض المؤسسة السياسية. وقد حُدد أن خطاب ترمب يستخدم إستراتيجية بلاغية ثلاثية الأوجه، وهي "أنه يخبر الجماهير بما هو الخطأ في الوضع الراهن؛ ويحدد العوامل السياسية المسؤولة عن وضع الأفراد والبلاد في حالة خسارة وأزمة؛ ويقدم مسارًا مجردًا يمكن من خلاله للناس استعادة عظمة الماضي عن طريق اختيار مرشح خارجي عالي المخاطر". ومن خلال إنشاء رواية أزمة، يعتمد خطاب ترمب على خلق شعور بعدم الأمان بين الناخبين يعد بالقضاء عليه لتحقيق مكاسب سياسية. ويؤكد خطابه المطلق على حدود غير قابلة للتفاوض وغضب أخلاقي تجاه انتهاكها المفترض، ويُفضل بشكل كبير رد فعل الحشود على المصداقية، مع وجود عدد كبير من الأباطيل التي يقدمها ترمب كحقائق، والتي وُصفت بأنها تستخدم الكذبة الكبيرة، وتقنية دعائية بأسلوب نافورة الأباطيل.
يستخدم ترمب في بنائه المشهدي (تقديم الشخصيات وتهيئة المسرح لتصوير قضية ما) مصطلحات أبيض وأسود مثل "كليًا"، و"بشكل مطلق"، و"كل"، و"كامل"، و"إلى الأبد" لوصف قوى خبيثة، أو الانتصار القادم. على سبيل المثال، وصف ترمب جون كيري بأنه "كارثة كاملة"، وقال إن قانون الرعاية الصحية الأمريكي "سيدمر الرعاية الصحية الأمريكية إلى الأبد". أشار كينيث بيرك إلى هذا النوع من التقديم "الكل أو لا شيء" باعتباره سمة مميزة للبلاغة "التهريجية".
بحلول عام 2024، أفادت صحيفة نيويورك تايمز بأن خطابات ترمب أصبحت "أكثر قتامة وقسوة وأطول وأكثر غضبًا وأقل تركيزًا وأكثر بذاءة وتزداد تركيزًا على الماضي"، وأن الخبراء وصفوها بأنها أصبحت متقطعة بشكل متزايد، ومتشعبة، وتتميز بخلل سلوكي محتمل نتيجة لتقدم العمر والتدهور المعرفي. وسلطت الضوء على متوسط مدة التجمع الانتخابي التي بلغت 82 دقيقة مقارنة بـ 45 دقيقة في عام 2016، وزيادة بنسبة 13٪ في استخدام مصطلحات الكل أو لا شيء مثل "دائمًا" و"أبدًا". كما وجدت أن هناك زيادة بنسبة 32٪ في الكلمات السلبية مقارنة بالكلمات الإيجابية مقارنة بنسبة 21٪ في عام 2016، وزيادة بنسبة 69٪ في الكلمات البذيئة.

### تحليل
أظهرت الأبحاث أن خطاب ترمب يعتمد بشكل كبير على اللهجة اللاذعة، واللغة المهينة، والتكافؤ الزائف، والإقصاء، والتحذير من المخاطر بشأن المهاجرين والجريمة والأقليات باعتباره أمرًا ضروريًا لدعمه. يستخدم ترمب خطابًا يعتبره علماء السياسة مُجرِّدًا من الإنسانية ومرتبطًا بالعنف الجسدي من قبل أتباعه. تذكر عالمة الاجتماع آرلي راسل هوكسشيلد أن الموضوعات العاطفية في خطاب ترمب أساسية، حيث كتبت أن "خطاباته - التي تستحضر الهيمنة والتباهي والوضوح والفخر الوطني والارتقاء الشخصي - تلهم تحولًا عاطفيًا"، وتتردد أصداء عميقة مع "مصلحتهم الذاتية العاطفية". تشير إحدى الدراسات إلى أن استخدام الخطاب العنصري المثير ساعد في التحرر الكبير من القيود البيئية الذي حدث خلال السنة الأولى من إدارة ترمب. ووفقًا للمؤلفين، فقد خدم ذلك الأهداف السياسية المتمثلة في نزع الصفة الإنسانية عن أهدافه، وتقويض المعايير الديمقراطية، وتوطيد السلطة من خلال التواصل عاطفيًا مع قاعدة الأتباع وإثارة استياءهم، ولكن الأهم من ذلك أنه عمل على تشتيت انتباه وسائل الإعلام عن صنع السياسات التنظيمية من خلال إشعال تغطية إعلامية مكثفة للملهيات، وذلك على وجه التحديد بسبب طبيعتها المتجاوزة بشكل جذري.
وفقًا لمحامي الحقوق المدنية بيرت نويبورن والمنظر السياسي ويليام إي. كونولي، يستخدم خطاب ترمب أساليب بلاغية مماثلة لتلك التي استخدمها الفاشيون في ألمانيا لإقناع المواطنين (وهم في البداية أقلية) بالتخلي عن الديمقراطية، من خلال استخدام وابل من الأباطيل، وأنصاف الحقائق، والشتائم الشخصية، والتهديدات، وكراهية الأجانب، ومخاوف الأمن القومي، والتعصب الديني، والعنصرية البيضاء، واستغلال انعدام الأمن الاقتصادي، وبحث لا ينتهي عن كبش فداء. يقدم كونولي قائمة مماثلة في كتابه الفاشية الطموحة (2017)، ويضيف مقارنات لدمج المسرحيات ومشاركة الحشود مع الخطابة، بما في ذلك الإيماءات الجسدية الضخمة، والعبوس، والاتهامات الهستيرية، والتكرار الدرامي لأباطيل الواقع البديل، والتأكيدات الشمولية المدمجة في عبارات مميزة يتم تشجيع الجماهير بقوة على الانضمام إلى ترديدها. على الرغم من أوجه التشابه، يؤكد كونولي أن ترمب ليس نازيًا بل 'هو بالأحرى فاشي طموح يسعى إلى استرضاء الجماهير، وقومية مفرطة العدوانية، وانتصار العرق الأبيض، والنزعة العسكرية، ويسعى إلى نظام للقانون والنظام يمنح سلطة غير خاضعة للمساءلة للشرطة، وهو ممارس لأسلوب بلاغي يخلق بانتظام أخبارًا كاذبة ويشوه سمعة المعارضين لحشد الدعم للأكاذيب الكبرى التي يروج لها'.
علقت خبيرة أخلاقيات الإعلام كيلي ماكبرايد بأن نقل هذا الخطاب بطريقة موجزة مهمة صعبة على الصحفيين، الأمر الذي ينتج عنه انتقادات لـ "التبييض"؛ أي أن الصحفيين "يقتبسون خطاباته بشكل انتقائي لجعلها تبدو أكثر تماسكًا مما هي عليه في الواقع" و"يقدمون أفكار ترمب في القصص الإخبارية كما لو أنها اقتراحات معقولة".

## الترمبية

استخدم ترمب لافتة "لنجعل أمريكا عظيمة مرة أخرى!" خلال حملته الرئاسية لعام 2016 قبل أن يختار مايك بنس كمرشح لمنصب نائب الرئيس.

الترمبية أو مصطلحات ترمب هي السلوكيات والبلاغة والعبارات أو التصريحات المميزة لترمب. وقد وُصفت بأنها تعليقات ملونة "لا يمكن لأحد غير ترمب أن يفلت بها". بحلول عام 2016، لاحظت بوليتيكو أن ما كان يُطلق عليه في السابق زلات ترمب أصبح الآن يحمل التسمية الرسمية "مصطلحات ترمب". وقد أصبحت معروفة على نطاق واسع وهي موضوع العديد من التقليدات الكوميدية التي تحاكي مبالغات ترمب الواثقة وافتقاره العام للتفاصيل. قام طالب في معهد ماساتشوستس للتكنولوجيا ببناء روبوت على تويتر يستخدم الذكاء الاصطناعي لمحاكاة الرئيس بـ "تصريحات تشبه تصريحات ترمب بشكل ملحوظ". كما استُخدم الذكاء الاصطناعي لتحليل كلام ترمب. وقد أقر أبناء ترمب بأنماط كلامه غير التقليدية، حيث صرح كل من إيفانكا وإريك ترمب بأنهما يشتركان في بعض مصطلحات والدهما.

أشارت الصحفية إميلي جرينهاوس ‏ في مقال نشرته بلومبرج عام 2015 إلى أن ترمب قد يكون الرجل الأكثر اقتباسًا في السياسة وسلطت الضوء على المثال التالي:
أنا أنجح شخص ترشح للرئاسة على الإطلاق، وبفارق كبير. لم يسبق لأحد أن كان أكثر نجاحًا مني. أنا أنجح شخص ترشح على الإطلاق. روس بيرو ليس ناجحًا مثلي. رومني—لدي متجر غوتشي قيمته أكبر من قيمة رومني.
يُعرف ترمب باستخدامه أسلوب الإنكار الظاهري. على سبيل المثال، قال عن كيم جونغ أون: "لن أصفه أبدًا بأنه 'قصير وسمين'". وغالبًا ما تأتي مصطلحات ترمب في شكل إهانات موجهة إلى منتقديه، واصفًا إياهم بـ "الكلاب" و"الخاسرين" و"أعداء الشعب".

## العنف واللاإنسانية
اعتُبر ترمب شخصية رئيسية في زيادة العنف السياسي في أمريكا سواء لصالحه أو ضده. إذ تبنى ترمب التطرف ونظريات المؤامرة مثل كيو أنون وحركات الميليشيات اليمينية المتطرفة بدرجة أكبر من أي رئيس أمريكي حديث. تبنى ترمب خطابًا عنصريًا وعدوانيًا وعنيفًا ووعد بالانتقام من أعدائه السياسيين. 
في عام 2023 نشرت رويترز سلسلة من التقارير التي تفحص أعلى مستويات العنف ذي الدوافع السياسية منذ سبعينيات القرن الماضي والذي بدأ في عام 2016 عندما ترشح ترمب لأول مرة للرئاسة والذي شهد عنفًا نسبيًا موجهًا نحو الأشخاص بدلًا من الممتلكات. وتشير رويترز إلى بعض النظريات حول هذه الزيادة، بما في ذلك الخطاب السياسي "الفج" لعصر ترمب. ووجدوا أيضًا أن الأشخاص الذين قتلوا آخرين لأسباب سياسية منذ يوم 6 من شهر يناير عام 2021 كانوا في الغالب مرتبطين باليمين المتطرف.
وُصف خطاب ترمب بأنه يستخدم التوسل بالقوة أو اللجوء إلى القوة والترهيب لإجبار السلوك. ولوحظ أن ترمب يستخدم تعليقات مباشرة أو مبطنة مع إنكار مقبول تشير إلى احتمال العنف من قبل أنصاره. وكتب مايكل شافير في "بوليتيكو": "تمتلك أمريكا في الرئيس الخامس والأربعين وربما السابع والأربعين شخصية سياسية رائدة ذات عنف خطابي غير مسبوق".

### حملة 2016
تعرضت حملة دونالد ترمب الرئاسية لعام 2016 للانتقاد بسبب خطاب ترمب الذي ينتقص من إنسانية المهاجرين المكسيكيين حينما قال أن المكسيك ترسل أشخاص لديهم الكثير من المشاكل يجلبون المخدرات والجريمة ووصفهم بالمغتصبون.
في الأول من فبراير عام 2016، وخلال تجمع انتخابي في مدينة سيدار رابيدز، علّق ترمب على حادثة قيام شخص بإلقاء طماطمتين عليه، قائلًا: "إذا حدثت واقعة مشابهة، يجب على الجمهور أن يضربهم ضربًا مبرحًا. هل تفعلون ذلك؟". وفي 23 فبراير من العام نفسه، وأثناء تجمع انتخابي في مدينة لاس فيغاس، عقب إخراج أحد المشاغبين من القاعة، قال ترمب للجمهور: "أود أن ألكمه في وجهه، أقول لكم ذلك".
كان مصطلح "الإرهاب العشوائي" يوصف على أنه مصطلح أكاديمي "غامض" وفقًا لما ذكره الأستاذ ديفيد إس كوهين. خلال تجمع انتخابي عُقد في 9 أغسطس 2016، أدلى المرشح آنذاك دونالد ترمب بتصريح قال فيه: "إذا تمكنت [هيلاري كلينتون] من اختيار قضاتها، فلن تتمكنوا من فعل أي شيء حيال ذلك. ولكن ربما يستطيع أنصار التعديل الثاني فعل شيء ما، لا أعلم". أثارت هذه التصريحات جدلًا واسعًا، حيث اعتُبرت تحريضًا على العنف. ووصفها كوهين بأنها مثال على "الإرهاب العشوائي"، مما ساهم في تسليط الضوء على المصطلح وانتشاره.

### الرئاسة الأولى
في 28 يوليو 2017 أثناء إلقاء خطاب أمام مجموعة من ضباط الشرطة، صرّح ترمب قائلاً: "لا تكونوا لطفاء أكثر من اللازم" عند التعامل مع المشتبه بهم أثناء اعتقالهم. أثارت هذه التصريحات انتقادًا من مفوض شرطة نيويورك، جيمس أونيل.
في 5 فبراير 2018 ألمح ترمب إلى أن الديمقراطيين الذين امتنعوا عن التصفيق له خلال خطابه عن حالة الاتحاد قد يكونون قد ارتكبوا "خيانة". قوبل هذا التصريح بانتقاد من السيناتور ديك دوربين.
في مايو 2019 خلال تجمع انتخابي لترمب، اقترح أحد الحاضرين إطلاق النار على المهاجرين غير الشرعيين الذين يعبرون الحدود. رد ترمب على هذا الاقتراح بمزحة قائلاً: "فقط في منطقة بانهاندل يمكنك الإفلات بفعل ذلك".

### حملة 2020
خلال جائحة كوفيد-19 في عام 2020، استخدم الرئيس الأمريكي السابق دونالد ترمب بشكل متكرر عبارتي "فيروس الصين" و"إنفلونزا الكونغ"، مما أثار جدلًا واسعًا بسبب ما اعتُبر تجاهلًا لزيادة جرائم الكراهية ضد الأمريكيين من أصول آسيوية. كما وجه ترمب انتقادات حادة لمتظاهري أنتيفا وحياة السود مهمة مستخدمًا لغة اعتبرها البعض مقلقة ومثيرة للانقسام.
علاوة على ذلك، انتقد ترمب مرارًا أساليب الانتخابات، خاصة التصويت عبر البريد في بعض الولايات، وهو ما أدى إلى تعرض العاملين في الانتخابات لمضايقات. وازدادت الاعتداءات والتهديدات ضد العاملين في الانتخابات بشكل ملحوظ بعد الانتخابات من قبل أنصار ترمب، الذين استوحوا من ادعاءاته الكاذبة بأن الانتخابات قد سُرقت. وصفت وكالة "رويترز" هذا الوضع بأنه "حملة ترهيب تُهدد أسس الديمقراطية الأمريكية"، وأكدت أن بعض تهديدات القتل التي وجهت للعاملين استلهمت بشكل مباشر من تصريحات ترمب. وقد راجعت وزارة العدل أكثر من 2000 تهديد للعاملين في الانتخابات، ورفعت جهات قضائية مختلفة دعاوى قضائية ضد بعض المتهمين بهذه التهديدات، فيما عززت 12 ولاية قوانينها لحماية العاملين في الانتخابات.
في 30 مايو 2020، نشرت شبكة إيه بي سي نيوز تقريرًا وثّق 54 حالة من العنف والاعتداءات والتهديدات التي ذُكر فيها ترمب صراحة في وثائق قضائية أو رسمية، منها 41 حالة رددت أفكار ترمب، و13 حالة عارضته. وفي 9 يناير 2021، نشرت "فوكس ميديا" تقريرًا بعنوان "جدول زمني شامل لدعم ترمب لجماعات الكراهية والعنف السياسي".

### حملة 2024
لوحظ استخدام حملة دونالد ترمب الرئاسية 2024 خطابًا متزايدًا في نزع الصفة الإنسانية والعنف ضد أعدائه السياسيين. إذ هاجم ترمب الشهود والقضاة والمحلفين وعائلات الأفراد المشاركين في محاكماته الجنائية. وكما كان الحال في حملاته الرئاسية السابقة،  تبنت حملة ترمب لعام 2024 بانتظام ترويجًا للخوف من الأجانب معادٍ للمهاجرين،  وقوالب نمطية عنصرية،  ونزعت الصفة الإنسانية عن المهاجرين.  نما لهجة ترمب المعادية للهجرة أكثر قسوة مقارنة بفترته السابقة كرئيس. اتُهمت العديد من تصريحات ترمب وأفعاله بترديد خطاب النازيين، وإيديولوجية اليمين المتطرف، ومعاداة السامية، وتفوق العرق الأبيض.
ذكرت صحيفة نيويورك تايمز في عام 2023 أن العلماء لم يحسموا أمرهم بشأن ما إذا كان "تحول ترمب الخطابي إلى منطقة تبدو أكثر فاشية هو مجرد استفزازه العلني الأخير لليسار، أم تطور في معتقداته، أم إسقاط للحجاب". وأفادت أيضًا بأن بعض الخبراء خلصوا إلى أن ترمب "يُظهر سمات مشابهة للقادة الأقوياء الحاليين مثل فيكتور أوربان من المجر أو رجب طيب أردوغان من تركيا".
وصف المؤرخون والباحثون خطاب ترمب الأكثر قسوة ضد أعدائه السياسيين بأنه شعبوي واستبدادي وفاشي،  وعلى نحو لا مثيل له لما قاله أي مرشح سياسي في التاريخ الأمريكي. في التجمعات العشرين التي عقدت منذ مناظرة ترمب مع كامالا هاريس، وجدت بوليتيكو أن خطابه، خاصة حول المهاجرين، يزداد قتامة، مستشهدة بخبراء وجدوا أنه يردد بقوة الأيديولوجية السلطوية والنازية.

## الأكاذيب
خلال فترة رئاسته للولايات المتحدة وبعدها، أدلى ترمب بعشرات الآلاف من الادعاءات الكاذبة أو المضللة. وثق مدققو الحقائق في صحيفة واشنطن بوست 30,573 ادعاءً كاذبًا أو مضللًا خلال فترة رئاسته، بمتوسط حوالي 21 ادعاءً يوميًا. وسجلت صحيفة تورنتو ستار 5,276 ادعاءً كاذبًا في الفترة من شهر يناير عام 2017 إلى شهر يونيو عام 2019، بمتوسط 6.1 ادعاءات يوميًا. [128] ووصف المعلقون ومدققو الحقائق حجم أكاذيب ترمب بأنه "غير مسبوق" في السياسة الأمريكية،  واتساق الأكاذيب بأنه جزء مميز من هويته التجارية والسياسية. ووجدت تحليلات علمية لتغريدات ترمب "أدلة مهمة" على وجود نية للخداع.
بحلول شهر يونيو عام 2019، بعد مقاومة أولية، بدأت العديد من المؤسسات الإخبارية في وصف بعض أكاذيبه بأنها "أكاذيب". وذكرت صحيفة واشنطن بوست أن تكراره المتكرر لادعاءات كان يعلم أنها كاذبة يرقى إلى حملة تقوم على التضليل. وقال ستيف بانون، الرئيس التنفيذي لحملة ترمب وكبير الاستراتيجيين في الرئاسة، إن الصحافة، وليست الديمقراطيين، هي الخصم الرئيسي لترمب وأن "طريقة التعامل معهم هي إغراق المنطقة بالهراء".
وكجزء من محاولاتهم لقلب نتائج الانتخابات الرئاسية الأمريكية لعام 2020، ادعى ترمب وحلفاؤه مرارًا وتكرارًا بشكل كاذب بحدوث تزوير هائل في الانتخابات وأن ترمب فاز بالانتخابات. وُصفت جهودهم بأنها تطبيق لأسلوب الدعاية الكذبة الكبيرة،  ووُصفت بأنها "وابل من الأكاذيب".
في 8 يونيو 2023 وجهت هيئة محلفين كبرى لائحة اتهام إلى ترمب بتهمة واحدة تتعلق بـ "الإدلاء ببيانات وإقرارات كاذبة"، وتحديدًا عن طريق إخفاء وثائق سرية خاضعة لأمر استدعاء عن محاميه الذي كان يحاول العثور عليها وإعادتها إلى الحكومة. وفي شهر أغسطس عام 2023، أُدرج 21 من أكاذيب ترمب حول انتخابات عام 2020 في لائحة الاتهام الموجهة إليه في واشنطن العاصمة،  بينما أُدرج 27 منها في لائحة الاتهام الموجهة إليه في جورجيا.
فحصت مقالة نشرت في مجلة ذا نيو ريببلك عام 2024 العلاقة بين الأكاذيب التي يطلقها ترمب ومستوى قبوله بين الناخبين، وتشير إلى أن لها تأثيرًا كبيرًا على تأييده.
في بداية التصويت المبكر، وصفت الإذاعة الوطنية العامة ترمب بأنه يستخدم خطابًا أكثر قتامة يتضمن إهانات وتهديدات وأكاذيب متصاعدة.